# Нижний Пиховкин
Нижний Пиховкин — хутор в Каменском районе Ростовской области.
Входит в состав Пиховкинского сельского поселения.

## Население
| 2010 |
| ---- |
| 561  |

## Улицы
| - пер. Братский, - пер. Жукова, - пер. Западный, - пер. Ключевой, - пер. Молодёжный, - пер. Чкалова, | - ул. Придорожная, - ул. Ковыльная, - ул. Крупской, - ул. Мичурина, - ул. Садовая, - ул. Толстого. |